# Damien Spagnolo
Damien Spagnolo (28 de abril de 1985) es un deportista francés que compitió en ciclismo de montaña en la disciplina de descenso. Ganó una medalla de plata en el Campeonato Mundial de Ciclismo de Montaña de 2011 y una medalla de plata en el Campeonato Europeo de Ciclismo de Montaña de 2008.

## Palmarés internacional
| Campeonato Mundial | Campeonato Mundial | Campeonato Mundial | Campeonato Mundial |
| Año                | Lugar              | Medalla            | Competición        |
| ------------------ | ------------------ | ------------------ | ------------------ |
| 2011               | Champéry (Suiza)   | Medalla de plata   | Descenso           |
| Campeonato Europeo |                    |                    |                    |
| Año                | Lugar              | Medalla            | Competición        |
| 2008               | Caspoggio (Italia) | Medalla de plata   | Descenso           |